# Österledskyrkan, Uppsala
Österledskyrkan (Österledskyrkans församling, tidigare Gamla Uppsala missionsförsamling) är en frikyrka i Gamla Uppsala, ansluten till Equmeniakyrkan. Församlingen grundades 1867. Den nuvarande kyrkan byggdes 1928 och fick sitt nuvarande utseende 1987.
Församlingen startade först som en syförening tillhörande Gamla Uppsala församling. Föreningen samlade in pengar till missionen i Kina.
Österledskyrkan är en församling med musik som en central del i sin verksamhet. Därav driver kyrkan också en musikskola i samarbete med Studieförbundet Bilda och Uppsala Kommun, samt två orkestrar - Gamla Uppsala Symphonic Band och Österledsbrasset. Kyrkan har även bland annat fritids- och scoutverksamhet.
Kyrkans ungdomsförening Equmenia Gamla Uppsala ansvarar för kyrkans barn- och ungdomsarbete. Dem bedriver söndagsskola, en ungdomsgrupp och scoutverksamhet i kyrkan.
Österledskyrkans församling har en nära relation till Missionskyrkan i centrala Uppsala som brukar kallas för kyrkans "systerkyrka". Församlingen har ett ekumeniskt samarbete med Gamla Uppsala församling. Kyrkorna har gemensamma gudstjänster varje år.

## Orgel
Den nuvarande mekaniska orgeln byggdes 1961 av Grönlunds Orgelbyggeri, Gammelstad. Orgeln utökades 1989 med självständig pedal av Inge Almén, Örbyhus.
| Manual                    | Pedal             | Koppel  |
| Gedackt 8' Bas/Diskant    | Subbas 16' (1989) | Man/Ped |
| Kvintadena 8' Bas/Diskant |                   |         |
| Principal 4' Bas/Diskant  |                   |         |
| Rörflöjt 4' Bas/Diskant   |                   |         |
| Waldflöjt 2' Bas/Diskant  |                   |         |
| Mixtur III Bas/Diskant    |                   |         |